# Na skupni barki
Na skupni barki (izvirno Down at the Dinghy) je kratka zgodba ameriškega pisatelja J. D.-ja Salingerja. Prvič je bila objavljena aprila 1949 v literarnem zborniku Harper's Magazine. Leta 1953 so jo vključili v Salingerjevo zbirko kratkih zgodb, poimenovano Devet zgodb.
Gre za eno izmed najmanj dramatičnih zgodb iz opusa o družini Glass. Zgodba je v grobem razdeljena na dva dela, v prvem se dve hišni sluškinji pogavarjata o dečku, ki poskuša pobegniti. V drugem delu vstopi dečkova mama in ga odvrne od pobega.

## Vsebina
V osrednji vlogi nastopa prva hčerka Glassovih, Beatrice »Boo Boo« Glass Tannenbaum. Zgodba se odpre s prizorom z dvema hišnima služkinjama, gospo Snell in Sandro, ki debatirata o Boo Boo-jinem sinu Lionelu. Sandro zelo skrbi, da bo Lionel izdal materi, kaj mu je rekla. Gospa Snell skuša Sandro miriti, obenem pa se tudi sama vznemirja zavoljo svoje prevroče pijače, ki je ne more izpiti. Iz njunega pogovora izvemo, da je Lionel nagnjen k bežanju od doma in da je tokrat zbežal na barko. Ko se Boo Boo vrne, se pogovori s služkinjama in se nato odpravi na pomol. Tam na barki vidi Lionela, ki se že pripravlja na izplutje. Boo Boo se pretvarja, da je admiral imaginarne ladje. S to taktiko se želi Lionelu približati, ga spreobrniti in izvedeti razlog njegovemu početju. Lionel se sprva upira in  v jezero celo vrže striceva stara očala.
Lionel naposled izda vzrok njegovemu razburjenju in pobegu - Sandra je njegovega očeta imenovala »en velik ... umazan ... Žid.« Lionel ne razume pomena etnične žaljivke in misli, da je Žid »ena od tistih stvari, ki se dvignejo v zrak ... na vrvici.« Boo Boo naposled zmaga in z Lionelom se vrneta domov. Na poti domov sta dirjala in tekmovala, kdo bo prej. Zmagal je Lionel.

## Liki
- Boo Boo: v celotnem opusu o družini Glass na Boo Boo letijo mnoge aluzije, čeprav se v zgodbah redko pojavlja. Srečamo jo lahko le še v zgodbah Franny in Zooey in Raise High the Roof Beam, Carpenters and Seymour: An Introduction. V tej zgodbi je opisana kot nepopustljiva gospodarica družine in to dejstvo je postavljeno v središče zgodbe.
- Lionel: to je edina zgodba, v kateri nastopa Lionel ali je sploh omenjen.